# 마이 프리텐드 와이프
《마이 프리텐드 와이프》(영어: Just Go With It)는 미국에서 제작된 데니스 듀건 감독의 2011년 로맨틱 코미디 영화이다. 애덤 샌들러, 제니퍼 애니스턴 등이 출연하였고, 잭 지어러퓨토 등이 제작에 참여하였다.

## 줄거리
심장병 전문의 대니는 결혼식 당일 식전에 약혼자가 신부 들러리들에게 떠벌리는 소리를 우연히 엿듣게 된다. 약혼자는 실은 그간 몰래 바람을 피워왔으며 오로지 대니가 성공했기 때문에 결혼하려는 거라고 말한다. 상심한 대니는 그대로 식장에서 걸어나온다.
몇 년 뒤 로스앤젤레스에서 잘나가는 성형외과의가 된 대니는 당시 구입했던 결혼 반지를 열심히 끼고 다니는 중이다. 대니는 이를 이용해 불우한 결혼 생활 중인 유부남인 척 하면서 동정심을 유발해 여성들을 꼬시고, 나중에 책임을 질 일이 없는 가벼운 관계만을 즐긴다.
어느 날 대니는 파티에서 무릎이 까진 한 아이를 치료해주느라 결혼 반지를 빼게 되고, 그 상태로 이상형인 파머를 만난다. 파머는 대니와 해변에서 그날 밤을 함께 보낸다. 다음 날 아침 파머는 대니의 바지 주머니에서 결혼 반지를 발견하고 유부남의 불륜 상대가 됐다고 짐작해 화를 낸다. 대니는 진실을 털어놓는 대신 가상의 아내 데블린이 바람을 피워 이혼에 들어갔으며 곧 완료될 예정이라고 둘러대며 평소의 사기극을 이어나간다.   
여전히 의심이 남은 파머는 데블린을 직접 만나봐야겠다고 요구하며 물러서지 않는다. 이에 대니는 자신의 병원 사무장이자 조수이며 이혼 후 두 아이를 키우고 있는 캐서린에게 사정을 털어놓는다. 대니는 캐서린에게 데블린인 척하며 자신과 파머의 새 연애를 축복해달라고 부탁하는데...

## 출연
- 애덤 샌들러 - 대니얼 "대니" 매커비 의사 역
- 제니퍼 애니스턴 - 캐서린 머피 역
- 니콜 키드먼 - 데블린 애덤스 역
- 닉 스워드슨 - 에디 심스 역
- 브루클린 데커 - 파머 도지 역
- 베일리 매디슨 - 매기 머피 역
- 그리핀 글럭 - 마이클 머피 역
- 데이브 매슈스 - 이언 맥스톤존스 역
- 레이철 드래치 - 키어스틴 브랜트 역
- 케빈 닐런 - 어돈 역
- 하이디 몬태그 - 킴벌리 역
- 밍카 켈리 - 조애나 데이먼 역
- 키건마이클 키 - 어네스토 역
- 앨런 코버트 - 브라이언 역
- 앤디 로딕 - 본인 역

## 기타 제작진
- 배역: 로저 머슨든, 제러미 리치
- 미술: 페리 앤덜린 블레이크
- 세트: 클레어 코프먼
- 분장: 앤 팔라
- 제작 관리: 대릴 캐스
- 조감독: 대니얼 실버버그